# 華人大綜藝
《華人大綜藝》是東方衛視2010年開播的一個綜藝節目，同臺灣金牌製作人王偉忠共同製作。
節目共分四個單元：第一單元是「大牌來了」；第二單元名為「全民大搜查」，這個單元是《我猜我猜我猜猜猜》「人不可貌相」的內地版；第三單元是「爆紅星聲代」；第四單元是「送你去臺灣」。
上海世博期間，東方衛視聯合香港TVB、臺灣TVBS共同創制綜藝娛樂節目《歡聚世博·華人大綜藝》，由主持人曹可凡、曾志偉、江欣燕等連袂主持。